# William Kvist
 Der er flere personer med dette navn, se William Kvist (flertydig).
William Kvist Jørgensen (født 24. februar 1985 i Rønde) er en dansk tidligere fodboldspiller, der i sin aktive karriere spillede for F.C. København, VfB Stuttgart, Fulham FC og Wigan Athletic og for det danske landshold. Med 425 kampe for FCK er han den spiller, der har spillet flest kampe for klubben. Med otte danmarksmesterskaber er William Kvist den spiller, der med sit hold har vundet flest DM i fodbold flest gange.
William Kvist kom til KB som drengespiller, og blev i 2004 siden optaget på FCK's førstehold, hvor han spillede indtil 2011, hvor han d. 16 juni 2011 blev solgt til den tyske klub VfB Stuttgart for omkring 30 millioner kr. Kvist spillede efterfølgende i de engelske klubber Fulham og Wigan Athletic, inden har vendte tilbage til FCK i 2015.
William Kvist spillede primært som midtbanespiller, men har også spillet flere andre positioner.

## Nuværende Job
William Kvists nuværende job er på Haslev Idrætsefterskole.[kilde mangler]

## Karriere

### FC København (2004-2011)
William Kvist kom til en af F.C. Københavns moderklubber KB fra Thorsager, hvor han havde spillet i 2 år efter sit skifte fra hans første klub, Thorsager Rønde IF. Han spillede alle sine ungdomsår for KB og F.C. Københavns andethold før han i 2004 blev forfremmet til F.C. Københavns A-trup. Efter at have spillet et række træningskampe debuterede han for F.C. Københavns 1. hold i en superligakamp mod FC Nordsjælland den 23. april 2005 som indskiftet højre back.
I karrierens første år i FCK havde Kvist som midtbanespiller vanskeligt ved at tilkæmpe sig spilletid og en fast plads i startopstillingen, hvor stærke navne som Hjalte Bo Nørregaard, Michael Silberbauer, Atiba Hutchinson og Tobias Linderoth stod foran ham i hierarkiet. Han opnåede dog alligevel i årene sæsonen 2005/06 21 superligakampe, hvoraf de fleste dog var som indskifter.
I starten af sæsonen 2007/2008 blev William Kvist rykket ned på højre back som erstatning for den danske landsholdsspiller Lars Jacobsen, der skiftede fra F.C. København til FC Nürnberg, men efter indkøbet af Zdeněk Pospěch, blev Kvist flyttet tilbage til midtbanen, oftest som højre kant. I sidste del af sæsonen 2008/09 opnåede Kvist fast spilletid på bekostning af den tjekkiske landsholdspiller Libor Sionko, primært på pladsen som højre kant. I sæsonen 2010/2011 spillede Kvist primært på den centrale midtbane i FC København, og præstationerne på den plads medførte, at Kvist i efteråret 2010 modtog prisen "Årets profil i Superligaen" og i januar 2011 blev kåret til Årets Fodboldspiller i Danmark.

### FC København (2015-)
Den 17. juli 2015 blev det offentliggjort, at William Kvist skiftede tilbage til FC København.
I tiden efter hjemvenden til FCK opnåede William Kvist at blive den spiller, der har opnået flest kampe for FCK (321 pr. 27. oktober 2016), heraf 66 internationale kampe, hvilket også er rekord i klubben.

## Landsholdskarriere
William Kvist debuterede på det danske U16-landshold i 2001, og spillede som ungdomsspiller en lang række kampe på de danske ungdomslandshold. Som spiller på U17-landsholdet deltog han i EM-slutrunden, der blev afholdt i Danmark. Han opnåede i alt 43 landskampe for de danske ungdomslandshold. Han har tillige optrådt for Ligalandsholdet 5 gange i 2007 og 2008.
Han debuterede for A-landsholdet den 22. august 2007, da han i en venskabskamp mod Irland spillede kampens 2. halvleg som højre back. Som A-landsholdsspiller blev Kvist bl.a. udtaget til truppen til VM i Sydafrika 2010. Den 1. juli 2018 offentliggjorde Kvist, at han stoppede på landsholdet. Meldingen kom umiddelbart efter VM-nederlaget til Kroatien i Rusland i 2018. Kvist spillede i alt 81 landskampe for A-landsholdet.